# Mistrzostwa Polski Par Klubowych na Żużlu 2012
Mistrzostwa Polski Par Klubowych na Żużlu 2012 – zawody żużlowe, mające na celu wyłonienie medalistów mistrzostw Polski par klubowych w sezonie 2012. Rozegrano trzy turnieje eliminacyjne oraz finał, w którym zwyciężyli zawodnicy Unii Leszno.

## Finał
- Leszno, 7 września 2012
- Sędzia: Leszek Demski

| Miejsce | Kluby                | Suma | Zawodnicy                                                | Punkty                                            |
| ------- | -------------------- | ---- | -------------------------------------------------------- | ------------------------------------------------- |
| złoto   | Unia Leszno          | 26   | Przemysław Pawlicki Damian Baliński Piotr Pawlicki       | 16 (3,3,3,3,3,1) 10 (2,–,2,2,1,3) 0 (–,0,–,–,–,–) |
| srebro  | Falubaz Zielona Góra | 25   | Łukasz Jankowski Krzysztof Jabłoński Kacper Rogowski     | 14 (2,3,3,3,1,2) 11 (1,2,1,1,3,3) ns              |
| brąz    | GTŻ Grudziądz        | 19   | Norbert Kościuch Paweł Staszek Łukasz Cyran              | 13 (3,1,1,3,2,3) 6 (1,0,0,0,3,2) ns               |
| 4       | PGE Marma Rzeszów    | 18   | Grzegorz Walasek Rafał Okoniewski Maciej Kuciapa         | 9 (3,1,d,1,2,2) 9 (0,3,1,2,d,3) ns                |
| 5       | Victoria Piła        | 18   | Mariusz Puszakowski Cyprian Szymko Marcin Jędrzejewski   | 9 (1,2,3,2,0,1) ns 9 (2,3,2,0,2,0)                |
| 6       | Lubelski Węgiel KMŻ  | 13   | Dawid Stachyra Karol Baran Robert Miśkowiak              | 10 (2,1,2,3,2,d) 1 (t,0,–,–,0,1) 2 (–,–,0,2,–,–)  |
| 7       | Orzeł Łódź           | 7    | Michał Szczepaniak Mateusz Szczepaniak Marcin Wawrzyniak | 4 (1,2,0,1,0,–) 3 (0,0,1,0,1,1) 0 (–,–,–,–,–0)    |

Bieg po biegu:
1. Prz. Pawlicki, Baliński, Mi. Szczepaniak, Mt. Szczepaniak
2. Walasek, Jędrzejewski, Puszakowski, Okoniewski
3. Kościuch, Stachyra, Staszek, Baran (t)
4. Prz. Pawlicki, Jankowski, Jabłoński, Pi. Pawlicki
5. Okoniewski, Mi. Szczepaniak, Walasek, Mt. Szczepaniak
6. Jędrzejewski, Puszakowski, Stachyra, Baran
7. Jankowski, Jabłoński, Kościuch, Staszek
8. Prz. Pawlicki, Baliński, Okoniewski, Walasek (d3)
9. Puszakowski, Jędrzejewski, Mt. Szczepaniak, Mi. Szczepaniak
10. Jankowski, Stachyra, Jabłoński, Miśkowiak
11. Prz. Pawlicki, Baliński, Kościuch, Staszek
12. Stachyra, Miśkowiak, Mi. Szczepaniak, Mt. Szczepaniak
13. Kościuch, Okoniewski, Walasek, Staszek
14. Jankowski, Puszakowski, Jabłoński, Jędrzejewski
15. Prz. Pawlicki, Stachyra, Baliński, Baran
16. Staszek, Kościuch, Mt. Szczepaniak, Mi. Szczepaniak
17. Jabłoński, Walasek, Jankowski, Okoniewski (d4)
18. Baliński, Jędrzejewski, Prz. Pawlicki, Puszakowski
19. Jabłoński, Jankowski, Mt. Szczepaniak, Wawrzyniak
20. Okoniewski, Walasek, Baran, Stachyra (d4)
21. Kościuch, Staszek, Jędrzejewski, Puszakowski